# Definições entre Universidad Católica e Universidad de Chile

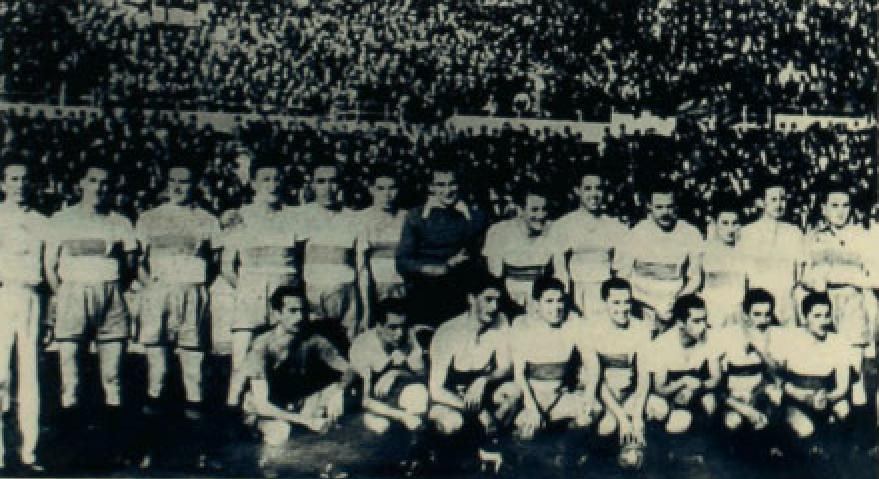
Universidad Católica em 1939.

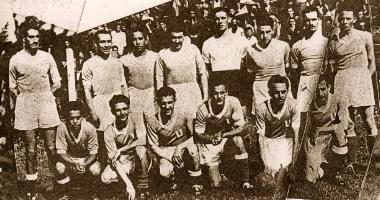
Universidad de Chile em 1938.

Este artigo é referente às finais e demais confrontos decisivos entre Universidad Católica e Universidad de Chile, dois dos três grandes clubes do futebol chileno que disputam o clássico mais tradicional desse país, segundo a FIFA.
Como, ao longo da história, os grandes clubes chilenos pouco se encontraram em finais de campeonato (somente em desempates de torneios longos ou nos campeonatos atuais com playoffs) e em finais da Copa Chile e da Supercopa, valorizaram-se as também poucas disputas diretas entre tais clubes nas várias instâncias eliminatórias das diferentes competições (nacionais e internacionais) que têm vindo a disputar. O caso da rivalidade universitária é composto de 21 enfrentamentos eliminatórios divididos entre finais, semifinais, quartas de final, jogos-desempate pela Taça Libertadores, etc.
No cômputo geral, são normalmente consideradas pela imprensa chilena somente partidas em eliminação direta ou decisões, em ida e volta ou partida única. Os clássicos disputados nas fases regulares do campeonato nacional, da Copa Chile, da Supercopa ou da Copa Libertadores, obviamente, não são incluídos já que não são propriamente decisivos e têm o mesmo valor que as demais partidas disputadas contra outras equipes envolvidas nos torneios.
A Universidad Católica lidera a soma total de tais confrontos decisivos, por 14 a 7, já contabilizando a finais do Copa Chile de 2012–13 e da Supercopa do Chile de 2016.

## Em torneios nacionais

### 1940
Campeonato de Apertura (terceira fase)
| Mandante             | Visitante            | Partida única |
| -------------------- | -------------------- | ------------- |
| Universidad de Chile | Universidad Católica | 2 - 0         |

### 1949
Torneo de Consuelo del Apertura (primeira fase)
| Mandante             | Visitante            | Ida   | Volta | Agregado |
| -------------------- | -------------------- | ----- | ----- | -------- |
| Universidad de Chile | Universidad Católica | 1 - 0 | 4 - 5 | 5 - 5    |

Universidad Católica por pênaltis

### 1961
Campeonato Nacional (final)
| Mandante             | Visitante            | Ida   | Volta | Agregado |
| -------------------- | -------------------- | ----- | ----- | -------- |
| Universidad de Chile | Universidad Católica | 1 - 1 | 2 - 3 | 3 - 4    |

### 1962
Campeonato Nacional (final)
| Mandante             | Visitante            | Partida única |
| -------------------- | -------------------- | ------------- |
| Universidad de Chile | Universidad Católica | 5 - 3         |

### 1968
Campeonato Nacional (playoff de definição do vice-campeonato)
| Mandante             | Visitante            | Ida   | Volta | Agregado |
| -------------------- | -------------------- | ----- | ----- | -------- |
| Universidad Católica | Universidad de Chile | 1 - 0 | 1 - 2 | 2 - 2    |

Universidad Católica por diferença de gols.

### 1984
Copa República (segunda fase)
| Mandante             | Visitante            | Ida   | Volta | Agregado |
| -------------------- | -------------------- | ----- | ----- | -------- |
| Universidad Católica | Universidad de Chile | 0 - 1 | 2 - 1 | 2 - 2    |

Universidad Católica por pênaltis

### 1992
Liguilla Pré-Libertadores (final)
| Mandante             | Visitante            | Partida única |
| -------------------- | -------------------- | ------------- |
| Universidad Católica | Universidad de Chile | 3 - 1         |

### 1996
Liguilla Pré-Libertadores (semifinal)
| Mandante             | Visitante            | Ida   | Volta | Agregado |
| -------------------- | -------------------- | ----- | ----- | -------- |
| Universidad de Chile | Universidad Católica | 1 - 2 | 2 - 5 | 3 - 7    |

### 1998
Liguilla Pré-Libertadores (final)
| Mandante             | Visitante            | Ida   | Volta | Agregado |
| -------------------- | -------------------- | ----- | ----- | -------- |
| Universidad Católica | Universidad de Chile | 0 - 0 | 0 - 0 | 0 - 0    |

Universidad Católica por pênaltis (4-2).

### 2002
Torneo de Apertura (semifinal)
| Mandante             | Visitante            | Ida   | Volta | Agregado |
| -------------------- | -------------------- | ----- | ----- | -------- |
| Universidad de Chile | Universidad Católica | 3 - 3 | 1 - 2 | 4 - 5    |

Torneo de Clausura (semifinal)
| Mandante             | Visitante            | Ida   | Volta | Agregado |
| -------------------- | -------------------- | ----- | ----- | -------- |
| Universidad Católica | Universidad de Chile | 0 - 0 | 1 - 0 | 1 - 0    |

### 2005
Torneo de Clausura (final)
| Mandante             | Visitante            | Ida   | Volta | Agregado |
| -------------------- | -------------------- | ----- | ----- | -------- |
| Universidad de Chile | Universidad Católica | 0 - 1 | 2 - 1 | 2 - 2    |

Universidad Católica por pênaltis (5-4).

### 2006
Torneo de Apertura (quartas-de-final)
| Mandante             | Visitante            | Ida   | Volta | Agregado |
| -------------------- | -------------------- | ----- | ----- | -------- |
| Universidad Católica | Universidad de Chile | 2 - 2 | 1 - 3 | 3 - 5    |

### 2011
Torneo de Apertura (final)
| Mandante             | Visitante            | Ida   | Volta | Agregado |
| -------------------- | -------------------- | ----- | ----- | -------- |
| Universidad de Chile | Universidad Católica | 0 - 2 | 4 - 1 | 4 - 3    |

Torneo de Clausura (semifinal)
| Mandante             | Visitante            | Ida   | Volta | Agregado |
| -------------------- | -------------------- | ----- | ----- | -------- |
| Universidad Católica | Universidad de Chile | 1 - 2 | 2 - 1 | 3 - 3    |

Universidad de Chile por haver realizado melhor campanha.

### 2012–13
Copa Chile (final)
| Mandante             | Visitante            | Partida única |
| -------------------- | -------------------- | ------------- |
| Universidad Católica | Universidad de Chile | 1 - 2         |

### 2016
Supercopa do Chile (final)
| Mandante             | Visitante            | Partida única |
| -------------------- | -------------------- | ------------- |
| Universidad Católica | Universidad de Chile | 2 - 1         |

Copa Chile (quartas-de-final)
| Mandante             | Visitante            | Ida   | Volta | Agregado |
| -------------------- | -------------------- | ----- | ----- | -------- |
| Universidad de Chile | Universidad Católica | 0 - 2 | 3 - 3 | 3 - 5    |

### 2022
Copa Chile (quartas de final)
| Equipo local         | Equipo visitante     | Ida   | Vuelta | Global |
| -------------------- | -------------------- | ----- | ------ | ------ |
| Universidad de Chile | Universidad Católica | 1 - 0 | 2 - 2  | 3 - 2  |

## Em torneios internacionais

### 1995
Copa Libertadores (playoff de desempate no grupo 3)
| Mandante             | Visitante            | Partida única |
| -------------------- | -------------------- | ------------- |
| Universidad de Chile | Universidad Católica | 1 - 4         |

### 2005
Copa Sul-Americana (grupo 4, fase nacional)
| Mandante             | Visitante            | Ida   | Volta | Agregado |
| -------------------- | -------------------- | ----- | ----- | -------- |
| Universidad Católica | Universidad de Chile | 1 - 0 | 1 - 2 | 2 - 2    |

Universidad Católica pela regra do gol fora de casa.

## Estatística

### Definições em torneios nacionais
| Clube                | Vitórias | Derrotas |
| -------------------- | -------- | -------- |
| Universidad Católica | 12       | 7        |
| Universidad de Chile | 7        | 12       |

### Definições em torneios internacionais
| Clube                | Vitórias | Derrotas |
| -------------------- | -------- | -------- |
| Universidad Católica | 2        | 0        |
| Universidad de Chile | 0        | 2        |

### Total de definições
| Clube                | Vitórias | Derrotas |
| -------------------- | -------- | -------- |
| Universidad Católica | 14       | 7        |
| Universidad de Chile | 7        | 14       |